# أباطيل وأسمار
أباطيل وأسْمَار كتاب من تأليف العلامة محمود محمد شاكر، نشر الكتاب أول مرة سنة 1965م، وهو كتاب نقد وفكر يتناول مواضيع فكرية وأدبية تهدف الى تفنيد الأفكار الباطلة وتصحح المفاهيم الخاطئة في الأدب العربي والثقافة الاسلامية.

## عن المؤلف
محمود محمد شاكر (1906-1981) هو أديب وناقد ومؤرخ أدبي مصري، عُرف بجهوده في تحقيق ونقد التراث العربي والإسلامي، وله العديد من المؤلفات التي أثرت الحركة الأدبية والثقافية.

## موضوع الكتاب
الكتاب في أصله مجموعة مقالات كتبها محمود شاكر في مجلة الرسالة عام 1964-1965م، ودافع المؤلف في الكتاب عن تراث الأمة ضد هجوم محورين اثنين:
- هجمات الاستعمار والتبشير.
- هجمات أتباع المبشرين المستعمرين الذين يرى أنهم تشربوا التغريب.[1]